# Bretforton
Bretforton est une localité anglaise située dans le comté du Worcestershire.